# Deuterocohnia recurvipetala
Deuterocohnia recurvipetala là một loài thực vật có hoa trong họ Bromeliaceae. Loài này được E.Gross mô tả khoa học đầu tiên năm 1991.

## Hình ảnh

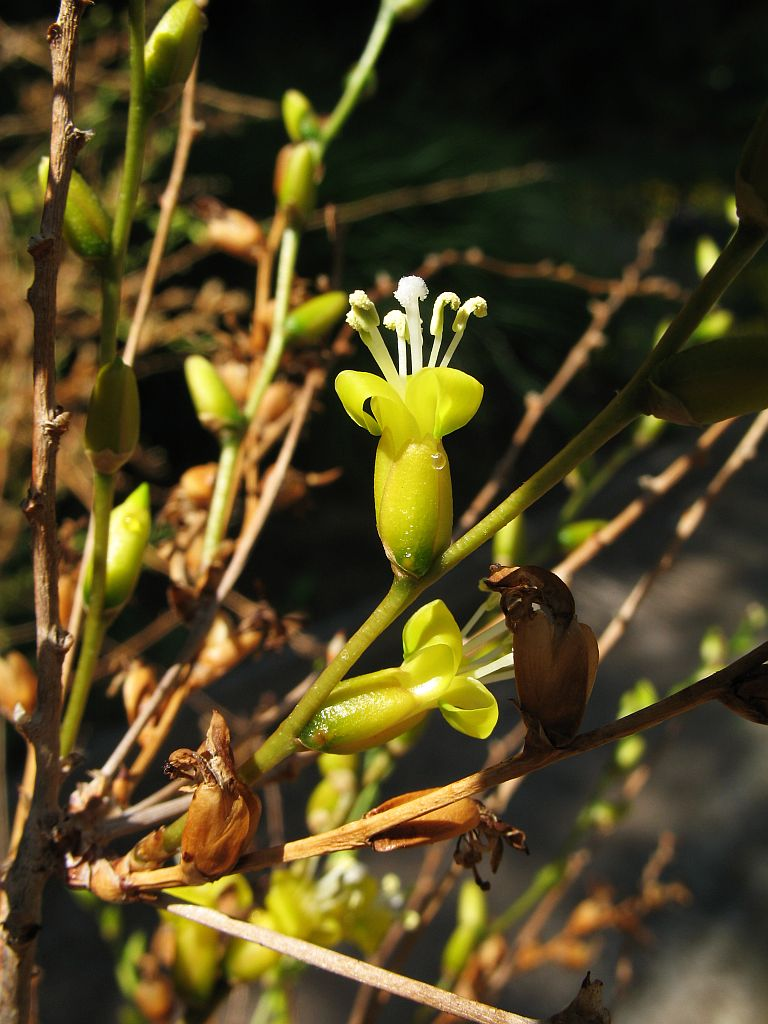
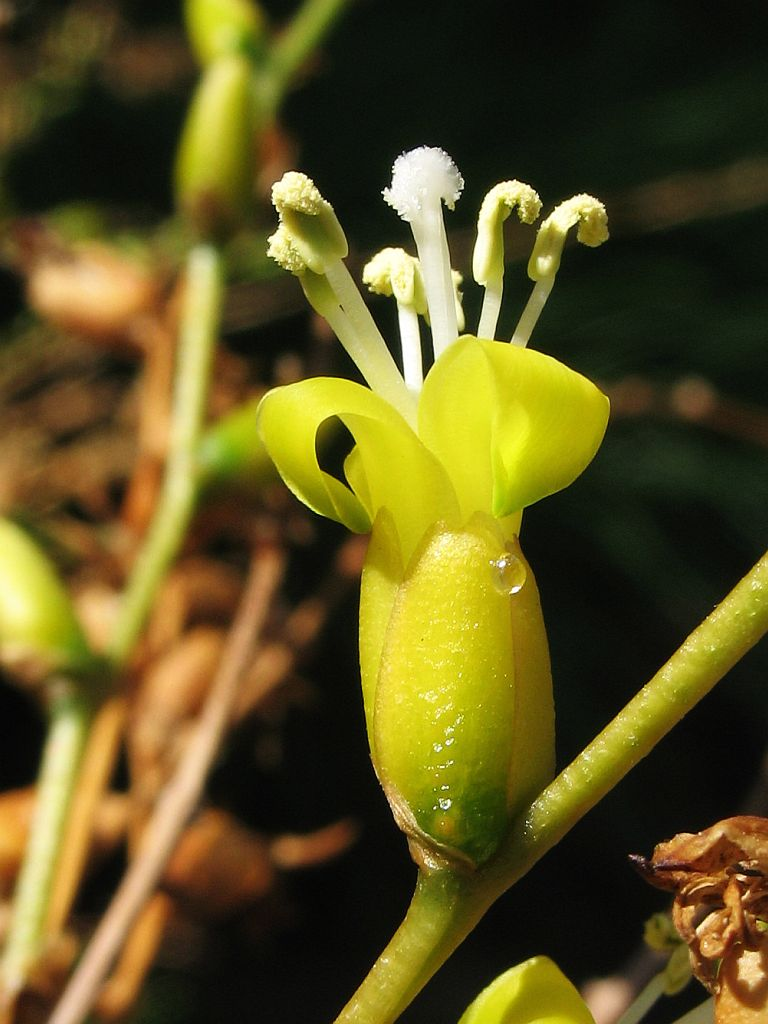
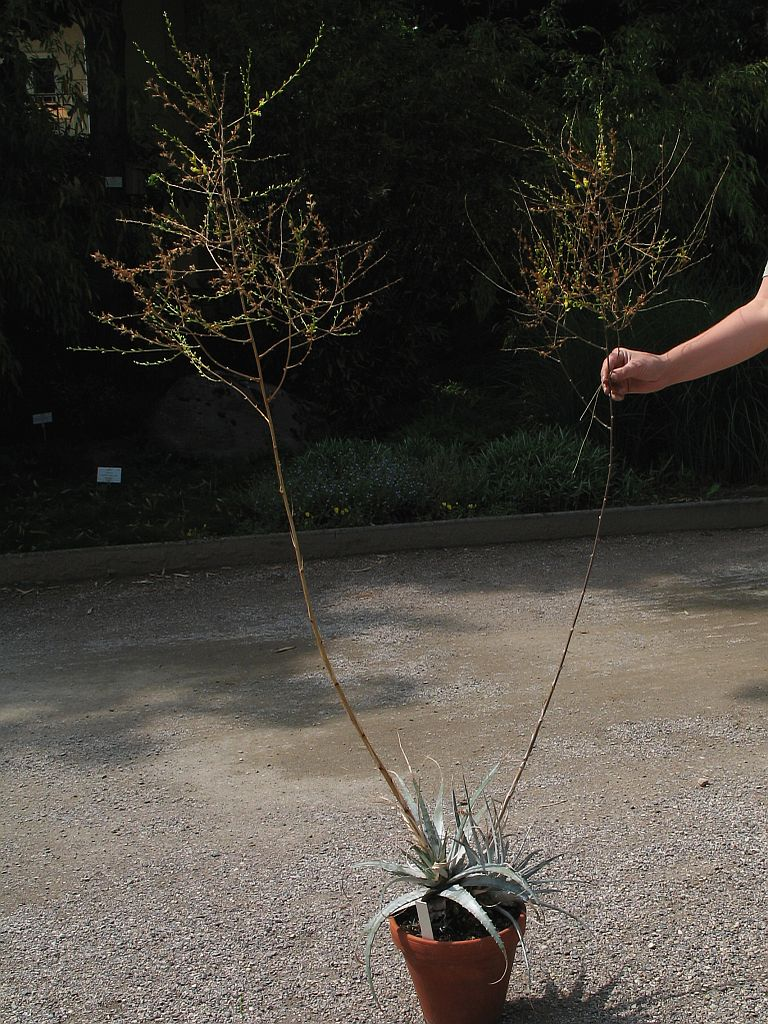
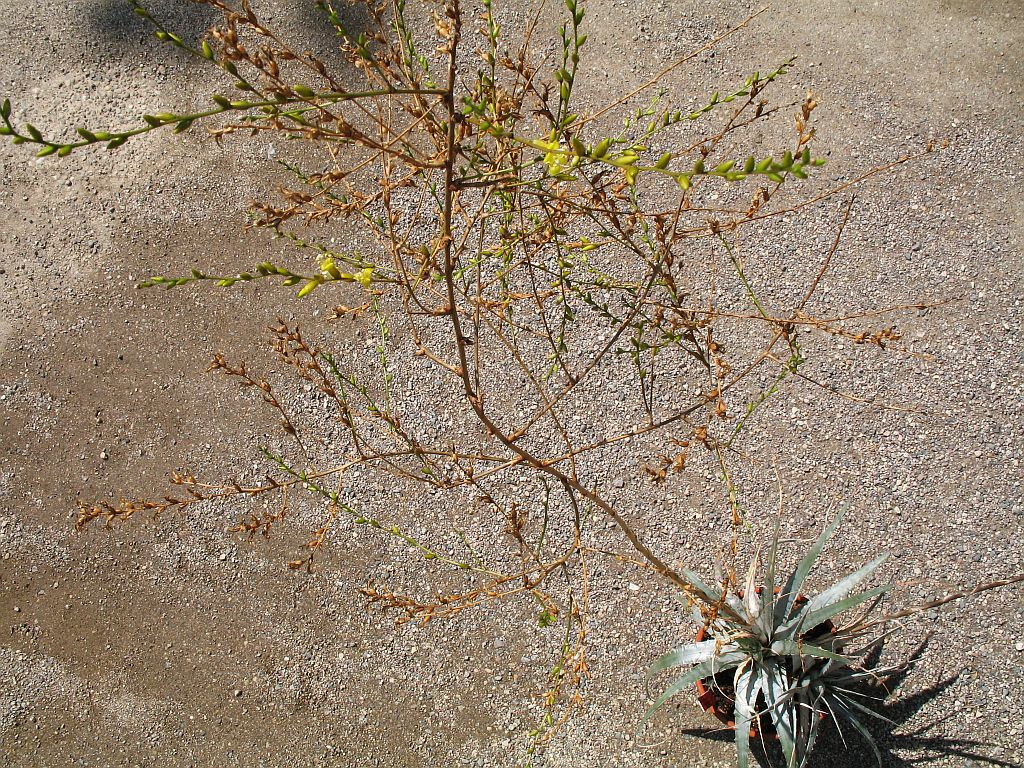